# Colosseum (trein)
De Colosseum was een internationale trein op de verbinding Rome - Frankfurt am Main. De trein is vernoemd naar het Colosseum in Rome. Binnen Italië werd ook de Italiaanse naam Colosseo gehanteerd om de trein aan te duiden.

## Trans Europ Express
De bestaande Trans Europ Express tussen Rome en Milaan, de Settebello, reed tot en met 2 juni 1984 met ETR 300 treinstellen. Toen deze vervangen werden door getrokken materieel kreeg ook de treindienst een nieuwe naam. Met ingang van 2 juni 1984 werd de dienst uitgevoerd als TEE-Colosseum.

### Rollendmaterieel

#### Tractie
Als locomotieven is de serie E 444 van de FS ingezet.

#### Rijtuigen
Als rijtuigen werd de vervolgserie van de Gran Conforto rijtuigen van FIAT ingezet. Deze waren tot dan toe ingezet in de TEE Adriatico die op haar beurt het materieel van de per 3 juni 1984 opgeheven TEE Mediolanum had overgenomen.

## InterCity
Na de opheffing van de treincategorie TEE in 1987 is de treindienst als binnenlandse Intercity voortgezet. In 1989 volgde aan de noordkant een verlenging van het traject tot Frankfurt am Main.

## Eurocity
Op 28 mei 1989 werd de Colosseum in het EuroCity net opgenomen, waarbij het traject aan de noordkant werd verlengd tot Frankfurt am Main. De rijtuigen werden door de Deutsche Bundesbahn gesteld. In 1991 werd in Duitsland de InterCityExpress (ICE) in gebruik genomen. In verband hiermee werd het langeafstandsverkeer gereorganiseerd waarbij ook de EuroCity diensten naar de buurlanden werden meegenomen. Reizigers naar Frankfurt konden ten noorden van Basel gebruikmaken van de ICE. De westelijke route via het Rijndal was echter nog geen hogesnelheidslijn zodat het aantal Eurocity's via die route werd uitgebreid. De reizigers van Milaan naar Duitsland konden vanaf 2 juni 1991 reizen met de  Verdi. Deze reed aan de noordkant via het Rijndal tot Dortmund, maar aan de zuidkant niet tussen Rome en Milaan. De EC Colosseum reed nog tot 1 juni 1997 tussen Rome en Basel. Op 1 juni 1997 werden tussen Basel en Milaan de ETR 470 treinstellen geïntroduceerd, waarmee ook een eind kwam aan de EC Colosseum.